# Melitaea rostagnoi
Melitaea rostagnoi är en fjärilsart som beskrevs av Turati 1921. Melitaea rostagnoi ingår i släktet Melitaea och familjen praktfjärilar. Inga underarter finns listade i Catalogue of Life.